# Radeon

Logo actual de la marca Radeon

Radeon es la denominación genérica de las tarjeta gráficas y los procesadores gráficos producidos por ATI Technologies desde el año 2000, herederos de la serie Rage de la misma compañía hasta el año 2006, en el que fue comprada por la compañía AMD pero que mantuvo su nombre para algunos productos hasta la salida de la serie Radeon HD 6000 en el 2010. Radeon se encuentra presente en todo el mercado de procesadores gráficos, tanto en el sector doméstico (incluyendo PC de sobremesa), portátiles (modelos Mobility), como en el profesional (modelos FireGL) y en la fabricación de procesadores gráficos para videoconsolas domésticas. La serie Radeon evolucionó a lo largo de tres generaciones coincidentes con las versiones de DirectX a las cuales se adaptaban. La última generación de tarjetas de video Radeon incorpora la arquitecta RDNA2 con las tarjetas gráficas RX 6800, RX 6800 XT y RX 6900 XT.  Estas nuevas tarjetas incluyen trazado de rayos por hardware y Smart Access Memory, que comparte la memoria de la GPU para el sistema.

## Generaciones de ATI

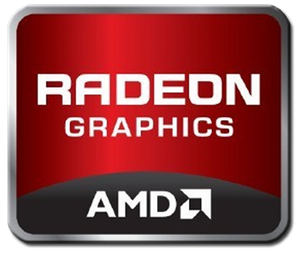
Logo de AMD Radeon

### DirectX 7
El primer chip de ATI con soporte completo de DirectX 7 fue el R100, lanzado en 2000. Utilizado inicialmente en el modelo Radeon 256, hubo algunas variantes, como el RV100 (Radeon VE/7000) y el RV200 (Radeon 7500). Las primeras Mobility Radeon utilizaron estos chips. Estos chips, no pudieron alcanzar ni en rendimiento, ni en éxito, a los equivalentes en NVIDIA: el NV10 (Geforce 256) y NV15(Geforce 2). 

### DirectX 8.1
El R200 fue el chip de ATI que implementaba las funciones relativas a DirectX 8.1, destacando entre otras tecnologías los pixel y vertex shader. El primer modelo que hizo uso de este chip fue la Radeon 8500, puesta a la venta en 2001. Algunas variantes de este chip fueron el RV250 (Radeon 5000), una versión de coste reducido y un poco más lenta que la original en casi todo, por tener la mitad de relleno en multitexturas; y el RV280 (Radeon 9200/9250), una simple revisión del RV250 para añadirle AGP 8X. Los modelos Mobility Radeon de esta generación seguían el mismo patrón de nombrado. Aquí ATI se labró el respeto de la industria, y estas tarjetas pusieron en aprieto a NVIDIA hasta la salida del NV25, aunque ellos habían sacado antes una gráfica con soporte DX 8, la NV20 (Geforce 3).

### DirectX 9
El paso a la tecnología DirectX 9 dio lugar al chip R300, que vio la luz en 2002. Con este chip, ATI rebasó a nVIDIA (si bien es cierto que Nvidia se tomó la revancha en las versiones b y c de DirectX con los nuevos procesadores de las series 6xxx y 7xxx) y se convirtió en líder del mercado durante varios años. El primer modelo en implementar el chip fue la Radeon 9500. Una variación del chip fue el RV350, fabricado en un tamaño de 130 nm, por el contrario de los 150 nm del R300. Los modelos Radeon 9600 implementaron dichas modificaciones. Otras variaciones fueron el R350 (Radeon 9800) y el R360 (Radeon 9800XT). Asimismo, el RV350 también tuvo varias versiones, como RV360, RV370 y RV380, los cuales se utilizaron en los modelos Radeon 9550, 9600 XT, X300 y X600. Los modelos Mobility Radeon hicieron uso de los chips RV3x0

### DirectX 9.0b
La serie Radeon X800 R420 está basada en el mismo tipo de tecnología encontrada en la serie anterior, esta vez con soporte para compresión 3Dc para normal maps, un controlador de memoria mejorado (256 bit) y demás.
La X800 XT PE fue la tarjeta de vídeo más rápida del momento, pero ATI enfrentó severos problemas para poderlas producir en masa, por lo que su costo era muy elevado.
Tiempo después sale al mercado la nueva serie X850, utilizando los nuevos chips PCI-E R480. Ofrecían un rendimiento ligeramente superior al de las X800, pero esta vez eran más fáciles de obtener, ya que ATI podía fabricarlas más fácilmente.

### DirectX 9.0c
Basadas en el chip R520 y luego R580-, con soporte para shaders 3.0. Controlador de memoria interno de 512 bit (256 bit externo). Tienen función Avivo. Se concentran más en pixel shaders que en pixel pipelines (Poseen 48 pixel shader processors y 16 pixel pipelines). Esto les permite tener más potencia que las tarjetas competidoras en juegos que hacen uso extensivo de shaders.
Aparece la Radeon X1950XTX, la primera tarjeta en utilizar las nuevas memorias GDDR4.
También hace su aparición la Radeon X1950PRO, la primera tarjeta que no requiere el cable externo Crossfire. En su lugar, utiliza unos "puentes" similares a los que utiliza Nvidia con su tecnología SLI.

### DirectX 10
A inicios del año 2007 	aparece a la luz el primer GPU de ATI en darle soporte a DX10, con un nombre código de R600 fue la base de la serie Radeon HD 2000.
Cuenta con shaders unificada y es compatible con Direct3D 10.0 y con Shader Model 4.0, junto con OpenGL 2.1 . El primer producto de la línea, la Radeon HD 2900 XT, se puso en marcha el 14 de mayo de 2007.

### DirectX 10.1
A mediados de noviembre de 2007 aparece la revisión RV670 de la serie del chip R600 fabricado en 55 nm con 666 millones de transistores. Concretamente la tarjeta gráfica HD 3870 (512 MB, GDDR 4) trabaja a unos 775 MHz de frecuencia en Núcleo y 2.25 Ghz Memoria. Da soporte para las APIs DirectX 10.1 y OpenGl 2.0. Incluye salida HDMI y puede ser configurada en formato CrossFire (Tecnología por la cual dos o más tarjetas iguales pueden ser instaladas en la misma placa base con el consiguiente aumento de rendimiento gráfico). El menor tamaño de su GPU incide directamente en el coste de producción, lo cual abarata el producto al consumidor y lo que es más importante para la firma: aseguran un éxito empresarial difícilmente superable por la competencia, al acaparar la atención de las multinacionales ensambladoras de computadoras (Hp, Dell, Acer, etc.).
2008.Se produce el nuevo lanzamiento, la tarjeta HD 3870 X2 con doble GPU incorporada. En la siguiente prueba benchmark parece batir al más poderoso lanzamiento actual en gráficas: NVIDIA Geforce 8800 Ultra. Se considera que la HD 3870 X2 suele ser más barata que su oponente.
Las siguientes gráficas de ATI en soportar la versión 10.1 de la API de Microsoft es la serie HD 4000, centrada principalmente en los modelos 4650, 4670, 4830, 4850 y 4870. Estas dos últimas tienen versiones con doble núcleo de GPU (X2), y todas las mencionadas pueden ser montadas en Crossfire para un óptimo rendimiento. También hay que destacar que la serie 4 supuso un duro golpe a Nvidia desde su lanzamiento debido al gran rendimiento sobre todo de las gráficas 4670 (al nivel de la 9600GS), 4850 (al nivel de la 9800GTX+, más tarde denominada GTS 250) y la 4870, dando el mismo rendimiento que la GTX 260 en su revisión 216 SP a 55nm por un precio muy ajustado. (llegando a costar 60, 90 y 120 euros respectivamente)

### DirectX 11
En septiembre del 2009, Ati lanza el GPU Cypress a 40nm, compuesto por 1600 stream processors, 2150 millones de transistores y 32 ROPs. La HD 5870 tiene un rendimiento muy aproximado a la GTX 295 y la HD 5850 supera el rendimiento de la GTX 285, la MonoGPU que tenía la corona de rendimiento antes de la salida de las mismas.
Un mes después, Ati sacaría el GPU Juniper, que vendría a sustituir en rendimiento a la serie 4800, esta estaría formada por la HD 5770 y la HD 5750 a un precio muy razonable y con un bus de 128 bits, la mitad que la serie 4800, pero teniendo el mismo ancho de banda efectivo dado que usa memorias GDDR5 en vez de GDDR3. Las GDDR5 son capaces de funcionar a velocidades muchísimo mayores, rindiendo lo mismo con la mitad del bus de las Radeon 4800.